# Franz Joseph Unger
Franz Joseph Andreas Nicolaus Unger ( 30 de noviembre de 1800 Ducado de Estiria, Austria - 13 de febrero de 1870, Graz) fue un médico, botánico, paleontólogo, y especialista en fisiología vegetal austríaco.
Unger estudia derecho en la Universidad de Graz antes de orientarse, en 1820 hacia medicina en la Universidad de Viena. En 1822, estudia en la Universidad de Praga para luego regresar a Viena el año siguiente. Obtiene su título de doctor en medicina en 1827.
Hace práctica de la medicina en Stockerau, y luego en Viena para luego partir en 1830, como médico de la corte, a Kitzbühel en el Tirol. En 1836, es profesor de botánica en la Universidad de Graz; y en 1850, profesor de fisiología vegetal en Viena. Emprende en 1852 un viaje por el norte de Europa y el Oriente. Y se retira en 1866, instalándose en Graz.
Unger se interesó además por la paleontología antes de consagrarse a la fisiología.

## Obra
- Über den Einfluß des Bodens auf die Verteilung der Gewächse (1836)
- Über den Bau und das Wachstum des Dikotyledonenstamms (1840)
- Über Kristallbildungen in den Pflanzenzellen (1840)
- Synopsis plan tarum fossilium (1845)
- Grundzüge der Anatomie und Physiologie der Pflanzen(1846)
- Genera et species plantarum fossilium (1850)
- Die Urwelt in ihren verschiedenen Bildungsperioden (1851, 3.ª ed. 1864)
- Iconographia plantarum fossilium (1852)
- Botanische Briefe (1852)
- Versuch einer Geschichte der Pflanzenwelt (1852)
- Anatomie und Physiologie der Pflanzen (1855)
- Chloris protogaea, Beiträge zur Flora der Vorwelt (1841-1847)
- Botanische Streifzüge auf dem Gebiet der Kulturgeschichte (1857–1868)
- Sylloge plantarum fossilium (1860)
- Grundlinien der Anatomie und Physiologie der Pflanzen (1866)
- Wissenschaftliche Ergebnisse einer Reise in Griechenland und den Ionischen Inseln (1862)
- Die Insel Cypern (1865)
- Geologie der europäischen Waldbäume (1870)

## Honores

### Eponimia
- (Cyperaceae) Ungeria Nees ex C.B.Clarke[1]

- (Sterculiaceae) Ungeria Schott & Endl.[2]
- La abreviatura «Unger» se emplea para indicar a Franz Joseph Unger como autoridad en la descripción y clasificación científica de los vegetales.[3]